# Трапезна

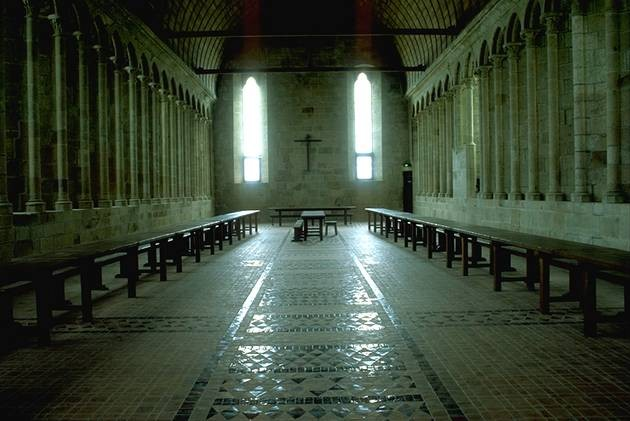
Трапезна в абатстві Мон-Сен-Мішель.

Тра́пе́зна (від грец. τράπεζα — «стіл»; лат. refectorium) — їдальня, переважно в монастирях. Одне з місць, де сьогодні найчастіше використовується цей термін — аспірантура семінарій. У російській храмовій архітектурі (переважно XVII—XIX століть) трапезною також прийнято називати простору невисоку (зазвичай значно нижче кафолікона того ж храму) прибудову із західного боку, що часто має свої окремі вівтарі в приділах і колись служила для богослужіння в зимовий час.

## Трапезна та чернеча культура
Спільне харчування передбачалося за умови, якщо всі монахи зберуться разом. Раціон та харчові звичаї дещо відрізняються залежно від чернечого ордену, і ширше — від історичного періоду. Бенедиктинське правило може слугувати як ілюстрація.
Правило Святого Бенедикта передбачало дворазове харчування. Обід дозволявся цілий рік; вечеря — з пізньої весни до ранньої осені, за винятком середи і п'ятниці. Зазвичай, дієта складалася з простої їжі: дві страви і фрукти на третє, якщо були доступні. Їжа була простою, м'ясо ссавців заборонене для всіх, крім хворих. Помірність у всіх аспектах раціону — суть закону Бенедикта. Страву споживали в тиші, часто спілкуючись жестами. Один монах міг читати Святе Письмо вголос під час їжі.
До середини XII століття, така суворість була пом'якшена. Пом'якшення відбулося в першу чергу через розширення Календаря святих, що дозволило більш складні страви і довші служби, які відбувались при свічках, і у каппа магна. Раціон також позбавлений від різних ухилень або дискримінацій: найголовніше — споживання їжі у трапезній відокремлене від додаткової їжі, споживаної в іншому місці (часто в невеликій кімнаті побудованій для цієї мети). Таке правило діяло за умови, якщо певний відсоток ченців, як правило, більш ніж половина, регулярно харчувалися в трапезній.

## Православ'я

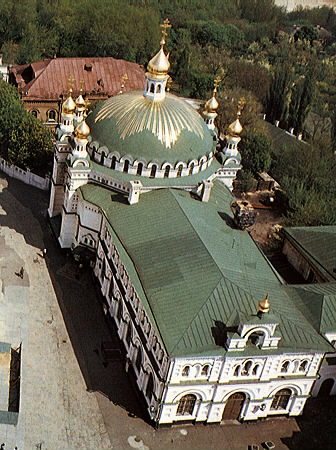
Трапезна церква у Києво-Печерській лаврі.

У православних монастирях, трапезна (грец. τράπεζα) вважається священним місцем, і навіть в деяких випадках будується як повноцінна церква з вівтарем та іконостасом.